# Intermezzo

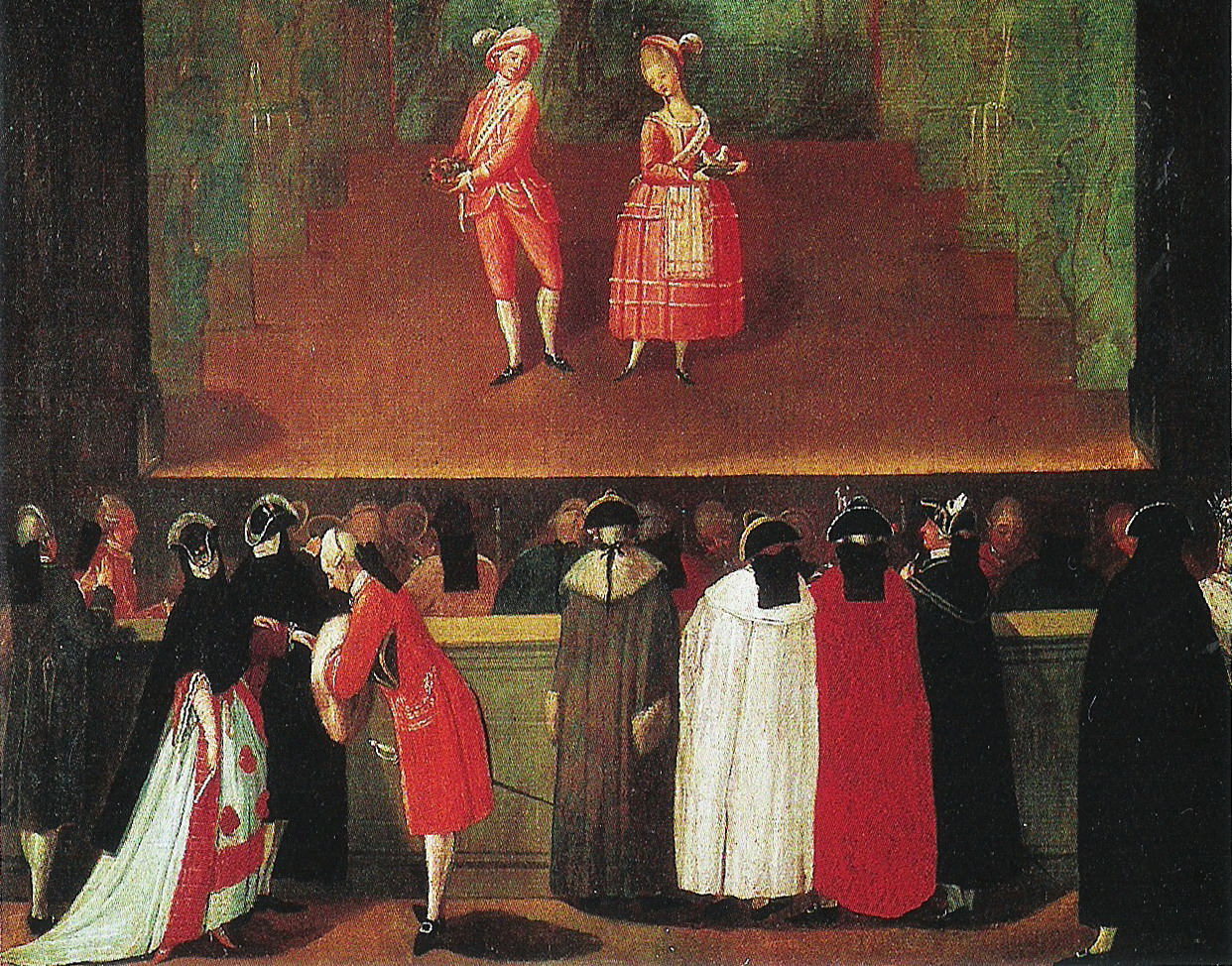
Díptic del en el qual es representa un intermezzo

Intermezzo o entremès designa dos tipus de composició musical relacionades amb el teatre. Les dues, tant l'intermezzo operístic com el simfònic, estaven destinades a interpretar-se entre els actes d'una obra llarga, a la manera d'un descans. Hi ha dos tipus: òperes breus de caràcter còmic i intermezzi simfònics. La paraula prové de l'italià i significa literalment, entremès, el plural italià és intermezzi però s'utilitza també el plural regular català intermezzos. És una forma particular d'interludi.
Com a òpera còmica breu, sovint d'argument realista i ambient popular es representava entre els actes d'una òpera seria. El seu nom respon al fet que s'interpretaven als entreactes d'una òpera seriosa llarga, de manera que contribuïa a fer més amena la llarga espera entre els actes i a destensar l'ambient que l'acció tràgica o dramàtica havia provocat. Al segle xviii va adquirir importància amb La serva padrona de Pergolesi (1733), que es considera l'origen de l'òpera bufa de l'escola napolitana.
Les intermezzi orquestrals igualment s'interpreten entre dos actes d'una obra, usualment com a preludi de l'acte que segueix. Normalment s'interpreten a teló baixat, facilitant així el canvi de decorats sense haver d'interrompre la representació.

## Exemples d'intermezzisimfònics
- Lohengrin de Richard Wagner (1850 - preludi de l'acte III)
- La traviata de Giuseppe Verdi (1853 - preludi de l'acte III)
- Carmen de Georges Bizet (1875 - preludis dels actes II, III, IV)
- Il figliuol prodigo d'Amilcare Ponchielli (1880 - acte IV)
- Le Villi de Giacomo Puccini (1884 - acte II: "L'abbandono" i "La tregenda")
- Marion Delorme de Amilcare Ponchielli (1885 - acte IV)
- Edgar de Giacomo Puccini (1889 - actes III i IV)
- Cavalleria rusticana de Pietro Mascagni (1890 - entre els dos quadres de l'únic acte)
- Werther de Jules Massenet (1892 - acte IV)
- Hänsel und Gretel d'Engelbert Humperdinck (1893 - acte III)
- Manon Lescaut de Giacomo Puccini (1893 - acte III)
- Thaïs de Jules Massenet (1894 - acte II)
- Adriana Lecouvreur de Francesco Cilea (1902 - acte IV)
- Madama Butterfly de Giacomo Puccini (1904 - acte III)
- Suor Angelica de Giacomo Puccini (1918)
- Billy Budd de Benjamin Britten (1951 - acte III)